# Roșiori (okręg Bacău)
Roșiori – wieś w Rumunii, w okręgu Bacău, w gminie Roșiori. W 2011 roku liczyła 1065 mieszkańców.